# Liste der denkmalgeschützten Objekte in Sulz im Weinviertel
Die Liste der denkmalgeschützten Objekte in Sulz im Weinviertel enthält die 26 denkmalgeschützten, unbeweglichen Objekte der niederösterreichischen Marktgemeinde Sulz im Weinviertel im Bezirk Gänserndorf.

## Denkmäler
| Foto |                 | Denkmal                                                                    | Standort                                             | Beschreibung | Metadaten |
| ---- | --------------- | -------------------------------------------------------------------------- | ---------------------------------------------------- | --- | --- |
| ja   | Datei hochladen | Ortskapelle hl. Vitus HERIS-ID: 10534 Objekt-ID: 6593                      | bei Erdpreß 7 Standort KG: Erdpreß                   | Die leicht erhöht in der Mitte von Erdpreß gelegene Ortskapelle hl. Vitus, 1905/1906 nach Plänen des Architekten Karl Weinbrenner errichtet, ist ein historisierender Bau mit dominierender, gestufter Turmfassade und oktogonalem Turmabschluss. Das weite Langhaus hat innen eine tonnengewölbte Holzdecke und eine freischwebende Balkenkonstruktion. Der kleine und niedrige Chor ist gerade geschlossen. Die Orgelemporenwand ist dreiachsig. Die Kapelle verfügt über einen historisierenden Hochaltar. In den vier Nischen des Retabels sind Bildnisse der vier Evangelisten zu sehen. Über dem Tabernakel gibt es einen kleinen Tempietto mit dem Erzengel Michael. Zur weiteren Ausstattung zählen Kreuzwegbilder aus dem späten 19. Jahrhundert und ein Bild mit vier Pestheiligen aus der zweiten Hälfte des 18. Jahrhunderts.                                                                                           | BDA-Hist.: Q38072634 Status: § 2a Stand der BDA-Liste: 2025-06-30 Name: Ortskapelle hl. Vitus GstNr.: .201 Ortskapelle Erdpreß                                             |
| ja   | Datei hochladen | Figurenbildstock hl. Johannes Nepomuk HERIS-ID: 10535 Objekt-ID: 6594      | bei Erdpreß 101 Standort KG: Erdpreß                 | Die mit 1896 bezeichnete Figur des hl. Johannes Nepomuk steht auf einem niedrigen Sockel. | BDA-Hist.: Q38072698 Status: § 2a Stand der BDA-Liste: 2025-06-30 Name: Figurenbildstock hl. Johannes Nepomuk GstNr.: 1674/10 Statue of John of Nepomuk, Erdpreß           |
| ja   | Datei hochladen | Schloss Nexing HERIS-ID: 10536 Objekt-ID: 6595                             | Nexing 1 Standort KG: Nexing                         | Schloss Nexing ist ein im Jahre 1259 erstmals erwähntes ehemaliges Wirtschaftsgut des Stiftes Heiligenkreuz mit weitläufigen Karpfenteichen. Ab 1802 war es im Besitz von Franz Ritter von Heintel, der es zu einem kleinen Landschloss in romanisierenden Formen umbauen ließ. Der zweigeschoßige Bau hat einen zentralen, von Zinnen bekrönten, viergeschoßigen Torturm und ein Korbbogenportal. An der östlichen Ecke erhebt sich ein schlankes polygonales Ecktürmchen. Im Westen schließen Wirtschaftsgebäude an. | BDA-Hist.: Q38072759 Status: Bescheid Stand der BDA-Liste: 2025-06-30 Name: Schloss Nexing GstNr.: .13 Schloss Nexing                                                      |
| ja   | Datei hochladen | Ortskapelle Zum Guten Hirten HERIS-ID: 11077 Objekt-ID: 7146               | gegenüber Nexing 10 Standort KG: Nexing              | Die Ortskapelle Zum guten Hirten ist ein schlichter Bau mit Putzbandgliederung und kleinem Dachreiter aus dem frühen 19. Jahrhundert. | BDA-Hist.: Q38088908 Status: § 2a Stand der BDA-Liste: 2025-06-30 Name: Ortskapelle Zum Guten Hirten GstNr.: 738/1 Ortskapelle Nexing                                      |
| ja   | Datei hochladen | Pfarrhof/Heimatmuseum HERIS-ID: 10538 Objekt-ID: 6597                      | Niedersulz 23 Standort KG: Niedersulz                | Der westlich der Kirche gelegene Pfarrhof von Niedersulz ist ein mächtiger zweigeschoßiger Bau mit betonter Lisenengliederung in der Gebäudemitte, der im letzten Viertel des 18. Jahrhunderts errichtet wurde. | BDA-Hist.: Q38072791 Status: § 2a Stand der BDA-Liste: 2025-06-30 Name: Pfarrhof/ Heimatmuseum GstNr.: .59 Pfarrhof (Niedersulz)                                           |
| ja   | Datei hochladen | Kath. Pfarrkirche hl. Johannes der Täufer HERIS-ID: 10537 Objekt-ID: 6596  | bei Niedersulz 23 (Pfarramt) Standort KG: Niedersulz | Die erhöht in der Ortsmitte gelegene Pfarrkirche hl. Johannes der Täufer ist ein im Kern mittelalterlicher, frühbarocker Bau, möglicherweise eine ehemalige Wehrkirche, der ursprünglich von einem Friedhof umgeben war. Das Langhaus zeigt freigelegtes Quadermauerwerk und barocke Rundbogenfenster. Die schlichte Westfassade hat ein kleines Rundfenster über einem einfachen Rechteckportal. Über kräftigem Kranzgesims ist ein Volutengiebel mit Pilastergliederung ausgeführt. Der eingezogene Chor ist durch Rundbogenfenster geöffnet, sein Schlussfenster ist vermauert. Im Süden erhebt sich ein mächtiger, dreigeschoßiger Turm. Über zwei Geschoßen ist eine Eckquaderung und im Schallgeschoß eine Pilastergliederung zu sehen. Der Turm wird von einem hochgezogenen Zwiebelhelm des 19. Jahrhunderts bekrönt. Im Süden liegt der barocke Eingangsbau mit Volutengiebel, der im frühen 18. Jahrhundert gebaut wurde. | BDA-Hist.: Q38072781 Status: § 2a Stand der BDA-Liste: 2025-06-30 Name: Kath. Pfarrkirche hl. Johannes der Täufer GstNr.: .60 Pfarrkirche Niedersulz                       |
| ja   | Datei hochladen | Figurenbildstock hl. Johannes Nepomuk HERIS-ID: 10539 Objekt-ID: 6598      | bei Niedersulz 23 (Pfarramt) Standort KG: Niedersulz | Die Steinfigur des heiligen Johannes Nepomuk aus dem 18. Jahrhundert steht auf einem hohen Sockel vor dem Pfarrhof in Niedersulz. | BDA-Hist.: Q38072807 Status: § 2a Stand der BDA-Liste: 2025-06-30 Name: Figurenbildstock hl. Johannes Nepomuk GstNr.: 2865/8 Statue of John of Nepomuk, Niedersulz         |
| ja   | Datei hochladen | Kirchhof HERIS-ID: 10540 Objekt-ID: 6599                                   | bei Niedersulz 23 (Pfarramt) Standort KG: Niedersulz | Um die Kirche liegt ein ehemaliger Friedhof mit zum Teil barocken Grabsteinen, überwiegend aus dem 18. Jahrhundert. Der Anfang des 18. Jahrhunderts gestaltete Aufgang zur Kirche ist mit einer Tormauer und einem Rundbogentor mit Pilastergliederung ausgestattet. | BDA-Hist.: Q38072831 Status: § 2a Stand der BDA-Liste: 2025-06-30 Name: Kirchhof GstNr.: .60, 2865/8 Kirchhof Niedersulz                                                   |
| ja   | Datei hochladen | Presshaus (Schüttkasten) HERIS-ID: 11074 Objekt-ID: 7143                   | bei Niedersulz 24 Standort KG: Niedersulz            | Das heutige Presshaus ist ein ehemaliger Schüttkasten westlich der Kirche, der im Kern aus dem 18. Jahrhundert stammt. | BDA-Hist.: Q38088839 Status: Bescheid Stand der BDA-Liste: 2025-06-30 Name: Presshaus (Schüttkasten) GstNr.: .229 Preßhaus (Niedersulz)                                    |
| ja   | Datei hochladen | Zwerchhof HERIS-ID: 10542 Objekt-ID: 6601                                  | Niedersulz 84 Standort KG: Niedersulz                | In Niedersulz 64 steht ein ortstypischer eingeschoßiger Zwerchhof. | BDA-Hist.: Q38072889 Status: Bescheid Stand der BDA-Liste: 2025-06-30 Name: Zwerchhof GstNr.: .100 Zwerchhof (Niedersulz)                                                  |
| ja   | Datei hochladen | Zehentkeller HERIS-ID: 10541 Objekt-ID: 6600                               | bei Niedersulz 219 Standort KG: Niedersulz           | Am östlichen Ortsausgang befindet sich ein befahrbarer Keller (ca. 8 m breit und 23 m tief) mit weitem Tonnengewölbe aus Ziegelmauerwerk, davor ein Vorraum (ca. 6 × 6 m), bezeichnet mit 1652. An der Rückwand des Kellergewölbes befindet sich ein großer halbrunder Durchgang in einen wohl geplanten weiteren Kellerraum, welcher aber nicht ausgeführt wurde. Dort tritt nur Erdreich zu Tage. | BDA-Hist.: Q38072872 Status: § 2a Stand der BDA-Liste: 2025-06-30 Name: Zehentkeller GstNr.: 2803/1 Zehentkeller (Niedersulz)                                              |
| ja   | Datei hochladen | Museumsdorf HERIS-ID: 11076 Objekt-ID: 7145                                | Niedersulz 250 Standort KG: Niedersulz               | Das Museumsdorf im Süden von Niedersulz ist eine 1979 gegründete Sammlung von dörflicher Kultur des Weinviertels in zum Teil übertragenen Bauernhöfen, Wirtschaftsgebäuden, Stadeln, Fuhrwerkschuppen und Taubenkogeln, die zum Teil noch mit ihrer originalen Einrichtung ausgestattet sind. | BDA-Hist.: Q1954813 Status: § 2a Stand der BDA-Liste: 2025-06-30 Name: Museumsdorf GstNr.: 145/1 Museumsdorf Niedersulz                                                    |
| ja   | Datei hochladen | Bauernhaus HERIS-ID: 248645seit 2024                                       | bei Obersulz 13 Standort KG: Obersulz                | | BDA-Hist.: Q126122350 Status: Bescheid Stand der BDA-Liste: 2025-06-30 Name: Bauernhaus GstNr.: .24                                                                        |
| ja   | Datei hochladen | Bauernhaus HERIS-ID: 248646seit 2024                                       | Obersulz 13 Standort KG: Obersulz                    | | BDA-Hist.: Q126122347 Status: Bescheid Stand der BDA-Liste: 2025-06-30 Name: Bauernhaus GstNr.: .27, 233                                                                   |
| ja   | Datei hochladen | Presshaus HERIS-ID: 248647seit 2024                                        | hinter Obersulz 13 Standort KG: Obersulz             | | BDA-Hist.: Q126122349 Status: Bescheid Stand der BDA-Liste: 2025-06-30 Name: Presshaus GstNr.: .26/2                                                                       |
| ja   | Datei hochladen | Querscheune HERIS-ID: 250152seit 2024                                      | bei Obersulz 13 Standort KG: Obersulz                | | BDA-Hist.: Q126122348 Status: Bescheid Stand der BDA-Liste: 2025-06-30 Name: Querscheune GstNr.: 233                                                                       |
| ja   | Datei hochladen | Dreifaltigkeitssäule HERIS-ID: 10550 Objekt-ID: 6609                       | bei Obersulz 28 Standort KG: Obersulz                | Die Dreifaltigkeitssäule in der Ortsmitte ist eine bemerkenswerte Pestsäule, die durch ein Chronogramm mit 1714 bezeichnet ist. | BDA-Hist.: Q38072971 Status: § 2a Stand der BDA-Liste: 2025-06-30 Name: Dreifaltigkeitssäule GstNr.: 4438/1 Dreifaltigkeitssäule (Obersulz)                                |
| ja   | Datei hochladen | Ehem. Ausgedinge mit Keller HERIS-ID: 248649seit 2024                      | Obersulz 108 Standort KG: Obersulz                   | | BDA-Hist.: Q126122345 Status: Bescheid Stand der BDA-Liste: 2025-06-30 Name: Ehem. Ausgedinge mit Keller GstNr.: .173                                                      |
| ja   | Datei hochladen | Pfarrhof HERIS-ID: 10545 Objekt-ID: 6604                                   | Obersulz 177 Standort KG: Obersulz                   | Der an der Südostecke des Kirchhofbereiches gelegene Pfarrhof von Obersulz ist ein bemerkenswerter eingeschoßiger Barockbau unter hohem Walmdach, der 1732 erbaut wurde. | BDA-Hist.: Q38072923 Status: § 2a Stand der BDA-Liste: 2025-06-30 Name: Pfarrhof GstNr.: .221 Pfarrhof (Obersulz)                                                          |
| ja   | Datei hochladen | Figur hl. Florian HERIS-ID: 10546 Objekt-ID: 6605                          | bei Obersulz 177 Standort KG: Obersulz               | Die barocke Steinfigur des hl. Florian stammt aus der Mitte des 18. Jahrhunderts. | BDA-Hist.: Q38072933 Status: § 2a Stand der BDA-Liste: 2025-06-30 Name: Figur hl. Florian GstNr.: .221 Hl.Florian (Obersulz)                                               |
| ja   | Datei hochladen | Figuren hll. Sebastian und Maria Magdalena HERIS-ID: 10547 Objekt-ID: 6606 | bei Obersulz 177 Standort KG: Obersulz               | Vor dem Eingang zum Kirchhof befinden sich zwei Figuren aus der Mitte des 18. Jahrhunderts, vermutlich ehemalige Säulenfiguren. | BDA-Hist.: Q38072947 Status: § 2a Stand der BDA-Liste: 2025-06-30 Name: Figuren hll. Sebastian und Maria Magdalena GstNr.: 4443/1 Hll.Sebastian Maria Magdalena (Obersulz) |
| ja   | Datei hochladen | Kath. Pfarrkirche hl. Martin HERIS-ID: 10543 Objekt-ID: 6602               | Obersulz 177a Standort KG: Obersulz                  | Die erhöht im Westen des Ortes gelegene Pfarrkirche hl. Martin ist ein einheitlicher, mächtiger Barockbau mit hohem Westturm, der möglicherweise bereits im Mittelalter als Wehrturm angelegt wurde und in seiner heutigen Form 1661–1667 erbaut wurde. Die Kirche bildet gemeinsam mit dem Pfarrhof eine weitläufige ummauerte Anlage und war ursprünglich von einem Friedhof umgeben. Die Pfarre wurde 1235 errichtet und ist der Benediktinerabtei Michaelbeuern inkorporiert. | BDA-Hist.: Q38072899 Status: § 2a Stand der BDA-Liste: 2025-06-30 Name: Kath. Pfarrkirche hl. Martin GstNr.: .222 Pfarrkirche Obersulz                                     |
| ja   | Datei hochladen | Kirchhof HERIS-ID: 10544 Objekt-ID: 6603                                   | Obersulz 177a Standort KG: Obersulz                  | Am Kirchhof befinden sich barocke Steinfiguren und Grabsteine aus dem 18. Jahrhundert. | BDA-Hist.: Q38072914 Status: § 2a Stand der BDA-Liste: 2025-06-30 Name: Kirchhof GstNr.: .222 Kirchhof (Obersulz)                                                          |
| ja   | Datei hochladen | Bildstock HERIS-ID: 10549 Objekt-ID: 6608                                  | bei Obersulz 203 Standort KG: Obersulz               | Im Norden des Ortes steht auf einem abgefasten Pfeiler eine spätgotische Lichtsäule mit Tabernakel und Maßwerknischen aus dem späten 15. Jahrhundert. | BDA-Hist.: Q38072959 Status: § 2a Stand der BDA-Liste: 2025-06-30 Name: Bildstock GstNr.: 4438/1 Bildstock 203 (Obersulz)                                                  |
| ja   | Datei hochladen | Bahnhofsgebäude Sulz-Nexing HERIS-ID: 205770seit 2022                      | Obersulz 254 Standort KG: Obersulz                   | Das Aufnahmsgebäude wurde 1911 gemeinsam mit diesem Abschnitt der Bahnstrecke Bad Pirawarth–Dobermannsdorf eröffnet. Es verkehren auf dieser Strecke heutzutage Museumsbahnen. Da dies die nächstgelegene Station zum Museumsdorf Niedersulz ist, wird sie fahrplanmäßig nunmehr Sulz Museumsdorf genannt. | BDA-Hist.: Q112884311 Status: Bescheid Stand der BDA-Liste: 2025-06-30 Name: Bahnhofsgebäude Sulz-Nexing GstNr.: .480 Aufnahmsgebäude Bahnhof Sulz-Nexing                  |
| ja   | Datei hochladen | Holzstadl HERIS-ID: 248648seit 2024                                        | Obersulz 344, bei, südwestlich Standort KG: Obersulz | | BDA-Hist.: Q126122351 Status: Bescheid Stand der BDA-Liste: 2025-06-30 Name: Holzstadl GstNr.: .65                                                                         |